# Spiracme mongolica
Spiracme mongolica is een spinnensoort uit de familie van de krabspinnen (Thomisidae).
De wetenschappelijke naam van de soort werd in 1963 als Xysticus mongolicus gepubliceerd door Ehrenfried Schenkel-Haas.